# Планиница (Лепосавић)
Планиница је насеље у општини Лепосавић на Косову и Метохији. По свом положају спада у планинска села разбијеног типа и налази се 18 km североисточно од Лепосавића, у непосредној близини општине Брус на западним падинама Копаоника.
Атару села припада заселак Градиште под Градишном Чуком (1207 м), високо на левој страни Марусићке реке.
Према граници са Брусом је Врлетница (1356 м), а на западу Чукара (1013 м).
Средња надморска висина села је 1100 метара.
Назив села вероватно потиче од речи планиница (деминутив од планина), што значи планинско место. Није искључено да село носи назив по презимену рода Планинице – Планичићи.
Насеље је млађег порекла, јер га под овим именом нема у писаним изворима. Под данашњим именом село се помиње тек у 18. веку.

## Демографија
- попис становништва 1948: 113
- попис становништва 1953: 132
- попис становништва 1961: 115
- попис становништва 1971: 74
- попис становништва 1981: 43
- попис становништва 1991: 38

У селу 2004. године живи 38 становника и броји 11 домаћинстава. Данашње становништво чине родови : Трифуновићи, Вукојевићи, Вучетићи.